# Central térmica de Schwarze Pumpe
La central térmica de Schwarze Pumpe (en alemán Kraftwerk Schwarze Pumpe) es una moderna central termoeléctrica ubicada en el distrito homónimo de la ciudad de Spremberg, al este de Alemania. Consta de dos grupos de 800 MW de potencia cada uno y utiliza el carbón de lignito como combustible. Entró en servicio en 1997 y su construcción fue llevada a cabo por Siemens AG. Es propiedad de la empresa eléctrica sueca Vattenfall. Su generador de vapor tiene una altura de 161 m, y en la parte superior tiene una plataforma de observación.
En 2008 se convirtió en la central pionera en el mundo en utilizar el sistema de captura y almacenamiento de carbono (CCS).

## Localización
La central se encuentra a las afueras de Spremberg, que con 21.000 habitantes es el principal núcleo de población de una zona industrial que lleva el nombre de Schwarze Pumpe (pompa negra). Spremberg pertenece al Distrito de Spree-Neiße en el estado federal de Brandeburgo, al este de Alemania.

## Historia
La central de Schwarze Pumpe fue planificada por una sociedad constituida por las empresas Vereinigte Energiewerke AG (VEAG) y Energiewerke Schwarze Pumpe AG (ESPAG). El proyecto le fue concedido a la multinacional Siemens AG, que se encargaría de su construcción, firmándose el correspondiente contrato el 13 de febrero de 1992. 

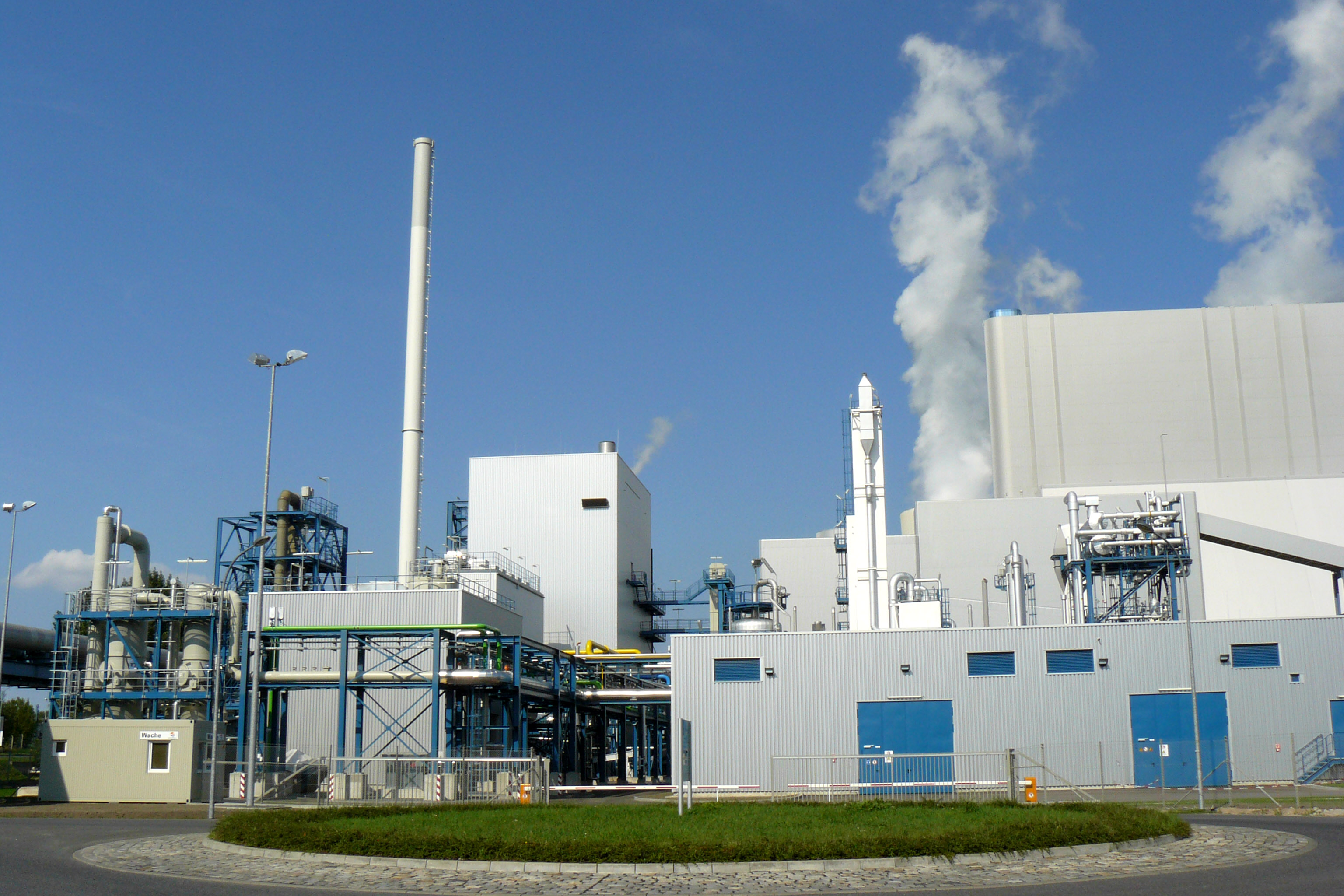
Planta piloto de captura de CO^{2} en la central térmica de Schwarze Pumpe.

La primera piedra fue colocada el 25 de octubre de 1993, un acto al que acudió el primer ministro de Brandeburgo Manfred Stolpe. La central fue construida junto a un importante yacimiento de lignito con el fin de aprovechar su combustión para la generación de energía eléctrica. Para ello cuenta con un complejo sistema mecánico que extrae el carbón a cielo abierto y lo introduce directamente en las instalaciones de la central. Las primeras pruebas de funcionamiento se efectuaron en junio de 1996 en el Grupo A y en diciembre en el Grupo B, y en enero de 1998 alcanzó su capacidad de diseño de 1.600 megavatios. Su inauguración oficial se produjo el 3 de junio de 1998.
En 2006 comenzó la construcción en la central de una planta piloto de captura de CO2, un sistema que elimina las emisiones de dióxido de carbono a la atmósfera. La planta fue puesta en marcha en septiembre de 2008 y es la primera en el mundo de estas características. Se trata de un prototipo que está previsto que pueda ser aplicado en futuras plantas de energía a gran escala.